# Лобов Микола Васильович
Микола Васильович Лобов (нар. 5 листопада 1939) — український радянський діяч, новатор виробництва, різьбошліфувальник Путивльського виробничого об'єднання «Сейм» Сумської області. Кандидат в члени ЦК КПУ в 1986—1990 р. Член ЦК КПУ в 1990—1991 р.

## Біографія
Член КПРС з 1962 року.
У 1960-х—1990-х рр. — різьбошліфувальник Путивльського виробничого об'єднання «Сейм» Сумської області.
Потім — на пенсії у місті Путивлі Сумської області.

## Нагороди
- орден Жовтневої революції
- ордени
- медалі